# 323
Правління Костянтина Великого у Римській імперії. У Китаї правління династії Цзінь. В Індії починається період імперії Гуптів. В Японії триває період Ямато. У Персії править династія Сассанідів.
На території лісостепової України Черняхівська культура. У Північному Причорномор'ї готи й сармати.

## Події
- За успішні дії проти готів і сарматів Костянтин Великий отримує титул Sarmaticus Maximus.
- Синод у Віфинії скасовує відлучення Арія від церкви.